# Stord (isla)
Stord es una isla de la provincia de Hordaland, Noruega. Ubicada en el distrito tradicional de Sunnhordland, está repartida entre los municipios de Stord (zona sur) y Fitjar (zona norte). Los centros urbanos más grandes son Leirvik (que recibió el estatus de ciudad en 1997) y las localidades de Sagvåg y Fitjar.

## Geografía

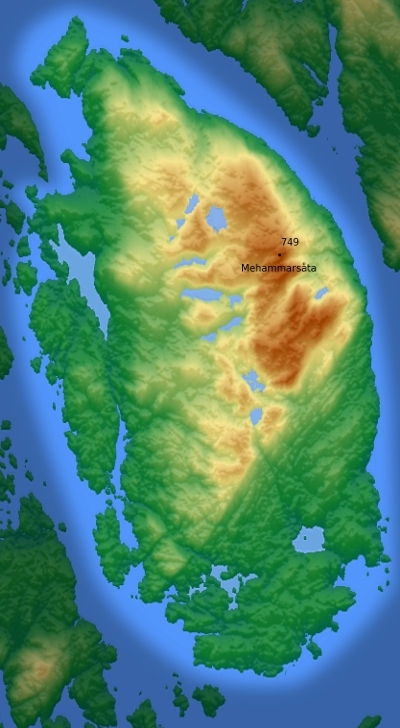
Mapa de relieve

Stord tiene 241,2 km² de superficie y el punto más alto es el monte Mehammarsåto con 749 m. Se ubica en la entrada norte del Hardangerfjorden. El Selbjørnsfjorden se encuentra en la costa norte. En el este el estrecho Langenuen separa Stord de Tysnesøya. Por el oeste, el estrecho de Stokksundet separa la isla de Bømlo. Hay cerca de 350 islas menores e islotes en la costa noreste. El área central de la isla es montañosa, por lo que la población se concentra en las costas. La mayor parte de la gente vive en las costas que dan hacia el Hardangerfjorden.
Las montañas son ricas en pirita, iniciando faenas mineras que cesaron en 1968 en Litlabø. En Vikanes estaba la extracción de mármol y en Huglo la extracción de caliza data del siglo XVI. Más allá de las tierras bajas, entre Sagvåg en el sudoeste hasta Jektevik en el noreste, hay una cadena montañosa con varias cumbres sobre los 700 m y la más alta es el Mehammarsåto con 749 m. Las rocas más comunes son el basalto, gabro, y el granito.

## Historia
El área circundante a Fitjar está poblado desde la Edad de Piedra, cuando la línea costera estaba entre 10 y 15m más alta que en la actualidad. El clima templado que predominó después de la última glaciación permitió la proliferación de bosques de roble, fresnos y tilos. Tiene una amplia gama de vida slavaje, dominando los ciervos y jabalíes. Se ha hecho varios descubrimientos de herramientas de piedra y de construcciones tales como los cairn encontrados por E. de Lange en 1906. La estructura data de finales de la Edad de Piedra, pero la forma cuadrada (común en la edad de bronce) hace pensar que sea de un período aún más tardío.  El sitio arqueológico Rimsvarden es de la Edad del Bronce.
Fitjar es mencionada en varios relatos históricos. Harald I tuvo una residencia en Fitjar y Håkon I fue herido de muerte en la batalla de Fitjar.  El escudo de Fitjar tiene un casco como recordatorio de la batalla.

## Economía
Las principales industrias tales como la agricultura y trabajos relacionados con la ingeniería se concentran en la parte norte. Fitjar ocupa el segundo lugar en la cantidad de pescado extraído, sólo detrás de Austevoll.
En el municipio de Stord la industrialización se dio entre 1920 a 1970, siendo la más importante la manufacturera con empresas como Kværner y Apply Leirvik. Ambas están relacionadas con la industria petrolera. La compañía Aker Solutions (Aker Stord) se centró en la construcción de superpetroleros con una capacidad superior a las 370 000 toneladas. Cuando estalló la crisis petrolera a fines de la década de 1970, la compañía inició la producción de plataformas de alta mar para las extracciones en el Mar del Norte. Al año 2000, la manufactura agrupaba al 63 % de los empleados del municipio, repartiendo el resto entre los sectores de servicios, comercio y dejando al sector primario con solamente el 1% de la mano de obra.